# Something Wonderful: Peggy Lee Sings the Great American Songbook
Something Wonderful: Peggy Lee Sings the Great American Songbook ist ein Jazzalbum von Peggy Lee. Die 1951/52 entstandenen Aufnahmen erschienen am 9. April 2021 auf Omnivore Recordings mit Unterstützung durch Peggy Lee Associates. Das 2-CD-Set mit 40 Songs enthält bisher unveröffentlichte Darbietungen aus Lees Rundfunkprogramm The Peggy Lee Rexall Show von 1951/52.

## Hintergrund
Etwa ein Jahrzehnt nach ihrer Zeit beim Benny Goodman Orchestra moderierte Peggy Lee Anfang der 1950er-Jahre ein Rundfunkprogramm, in dem sie damals neue Songs des Great American Songbook gemeinsam mit Star-Songwritern wie Hoagy Carmichael, Matt Dennis, Frank Loesser und Johnny Mercer vorstellte, die dann in der Sendung als Lees gelegentliche Duettpartner auftraten. Unter der musikalischen Leitung von Russ Case und Sonny Burke stellte die Sängerin unzählige z. T. unveröffentlichte Songs in dieser Show vor, von denen viele nie kommerziell aufgenommen wurden.
Im Juni 1951 begann Peggy Lee, ihre eigene Radiosendung auf CBS zu moderieren. Sie trat zweimal wöchentlich – dienstags und donnerstags – für insgesamt 89 Folgen im nationalen Rundfunk auf, bevor ihre Sendung im November 1952 endete. Die ersten 42 Folgen der Peggy Lee Show liefen von Juni 1951 bis Mai 1952 und wurden von New York aus gesendet; Regie führte Russ Case, der mit Perry Como zusammenarbeitete. Die Peggy Lee Show präsentierte die Sängerin zusammen mit einer Combo und einer Big Band, die zuerst (in New York) von Russ Case geleitet wurden und dann von Sonny Burke, nachdem die Produktion nach Los Angeles verlegt worden war. Zu den vorgestellten Songs gehörten „Ac-cent-tchu-ate the Positive“, „Come Rain or Come Shine“, „Mandy Is Two“, „Blues in the Night“, „From This Moment On“ von Harold Arlen und Johnny Mercer, „I’ve Got You Under My Skin“ und „Just One of Those Things“ von Cole Porter, Hoagy Carmichaels „Skylark“ und das Matt-Dennis-Medley „We Belong Together“/„Angel Eyes“/„Let’s Get Away from It All“. Begleitet von Komponist Frank Loesser, singt Lee weiterhin „Somebody Loves Me“, „Oh, Look at Me Now“, „When You’re Smiling“, „Try a Little Tenderness“ und „All of Me“. Peggy Lee sei eine begabte Songwriterin gewesen, notierte Matt Collar, die hier auch einige ihrer eigenen Songs vorstellte; viele davon schrieb sie mit ihrem ersten Ehemann, dem Gitarristen Dave Barbour, darunter Klassiker wie „It’s a Good Day“ und „I Don’t Know Enough About You“.
Eine erste Auswahl mit Gesangsdarbietungen aus Peggy Lees Rundfunk-Show erschien 2015 unter dem Titel At Last: The Lost Radio Recordings bei Real Gone Music. Für das Album Something Wonderful: Peggy Lee Sings the Great American Songbook wurden über 40 Songs von dem Toningenieur und Archivar Michael Graves für die Veröffentlichung vorbereitet. Das Album wurde begleitend zur PBS-Dokumentation Fever: The Music of Peggy Lee aus dem Jahr 2020 zusammengestellt.

## Titelliste

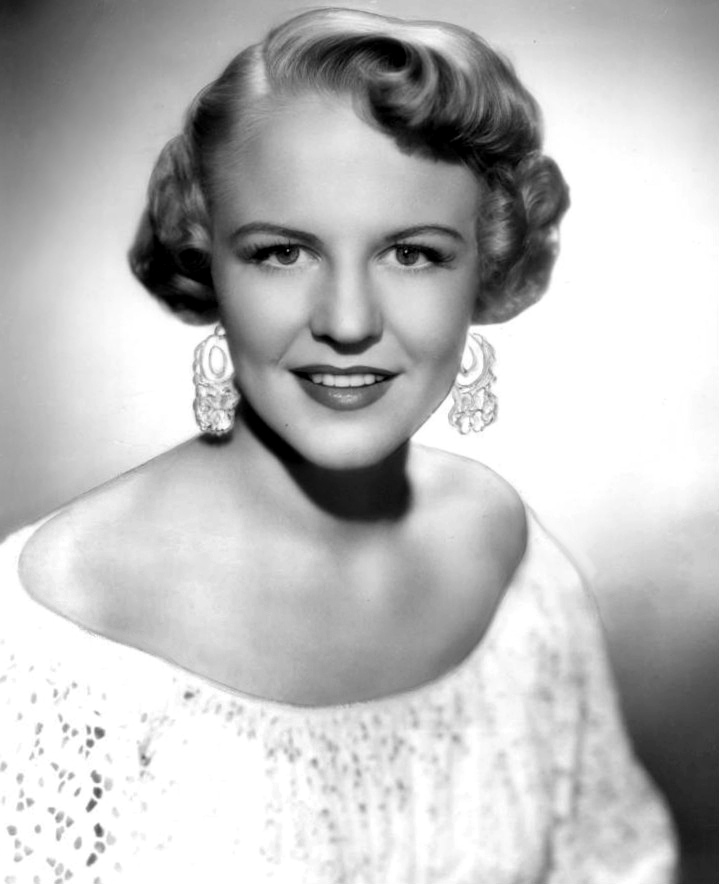
Peggy Lee, 1950

- Peggy Lee: Something Wonderful: Peggy Lee Sings the Great American Songbook (Omnivore OVDG-385)

CD 1
1. Peggy Lee Introduction 0:17
2. Johnny Mercer Introduction (Harold Arlen, Johnny Mercer) 1:02
3. Ac-cent-tchu-ate the Positive (Harold Arlen, Johnny Mercer) Peggy Lee feat: Johnny Mercer 2:09
4. Goody Goody (Harold Arlen, Johnny Mercer) 1:33
5. Come Rain or Come Shine (Harold Arlen, Johnny Mercer) 2:22
6. That Old Black Magic (Harold Arlen, Johnny Mercer) 1:44
7. (Ah, the Apple Trees) When the World Was Young (Philippe Gerard, Johnny Mercer, Angele Vannier) 3:45
8. Johnny Mercer Introduction (Harold Arlen, Johnny Mercer) 0:48
9. Medley: Jeepers Creepers/Too Marvelous for Words/Mandy Is Two/Blues in the Night (Harold Arlen, Fulton McGrath, Johnny Mercer, Harry Warren, Richard Whiting) Peggy Lee feat: Johnny Mercer 3:08
10. My Funny Valentine (Lorenz Hart, Richard Rodgers) 2:19
11. The Lady Is a Tramp (Lorenz Hart, Richard Rodgers) 2:33
12. I Could Write a Book (Lorenz Hart, Richard Rodgers) 1:35
13. This Can’t Be Love (Lorenz Hart, Richard Rodgers) 1:39
14. Lover (Lorenz Hart, Richard Rodgers) 3:25
15. Something Wonderful (Oscar Hammerstein II, Richard Rodgers) 3:25
16. Mountain Greenery (Lorenz Hart, Richard Rodgers) 1:49
17. From This Moment On (Cole Porter) 2:00
18. I’ve Got You Under My Skin (Cole Porter) 1:40
19. What Is This Thing Called Love? (Cole Porter) 1:30
20. Just One of Those Things (Cole Porter) 1:31
21. Everything Happens to Me (Matt Dennis) 2:40
22. Medley: We Belong Together/Angel Eyes/Let’s Get Away from It All (Tom Adair, Earl K. Brent, Matt Dennis, Don Lodice) Peggy Lee feat: Matt Dennis 3:11

CD 2

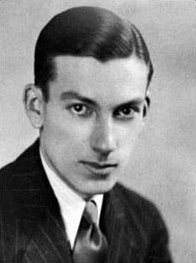
Hoagy Carmichael

1. It’s a Good Day (Dave Barbour, Peggy Lee) 1:57
2. I Don’t Know Enough About You (Dave Barbour, Peggy Lee) 2:22
3. Mañana (Dave Barbour, Peggy Lee) 2:23
4. Whee Baby (Dave Barbour, Peggy Lee) 2:19
5. Skylark (Hoagy Carmichael, Johnny Mercer) 2:02
6. Medley: Georgia on My Mind/I Get Along Without You Very Well/Old Rockin’ Chair (Stanley Adams / Hoagy Carmichael / Stuart Gorrell / Frank Loesser) Peggy Lee feat: Hoagy Carmichael 4:06
7. Hoop Dee Doo (Milton Delugg, Frank Loesser) 1:48
8. Frank Loesser Introduction 0:29
9. Medley: Jingle, Jangle, Jingle/If I Were a Bell/On a Slow Boat to China (Joseph Lilley, Frank Loesser) Peggy Lee feat: Frank Loesser 5:34
10. Introduction 0:29
11. Somebody Loves Me (Buddy DeSylva, George Gershwin, Ballard MacDonald) 2:09
12. Oh, Look at Me Now (Joe Bushkin, John DeVries) 2:14
13. Unforgettable (Irving Gordon) 2:07
14. Lullaby of Broadway (Al Dubin, Harry Warren) 2:19
15. Alone Together (Howard Dietz, Arthur Schwartz) 2:49
16. When You’re Smiling (Mark Fisher, Joe Goodwin, Larry Shay) 1:20
17. Try a Little Tenderness (Jimmy Campbell, Reginald Connelly, Harry Woods) 3:34
18. All of Me (Gerald Marks, Seymour Simons) 2:05

## Rezeption
Matt Collar verlieh dem Album in Allmusic vier Sterne und schrieb, Lees Auftritt mit Johnny Mercer mache besonders viel Spaß und die langjährigen Freunde böten humorvolle Interpretationen beliebter Hits wie „Ac-cent-tchu-ate the Positive“, „Come Rain or Come Shine“ und „That Old Black Magic“. Während Lee oft als Cool-Chanteuse der 1950er Jahre bezeichnet wurde, zeige sie eine einladende Präsenz im Konzert und fühlte sich in einer Minute geschickt in samtige Ballade ein, um in der nächsten mit strahlender Energie zu funkeln. Es sei dieser aufgeschlossene Sinn für Spaß, der das Album durchdringe.

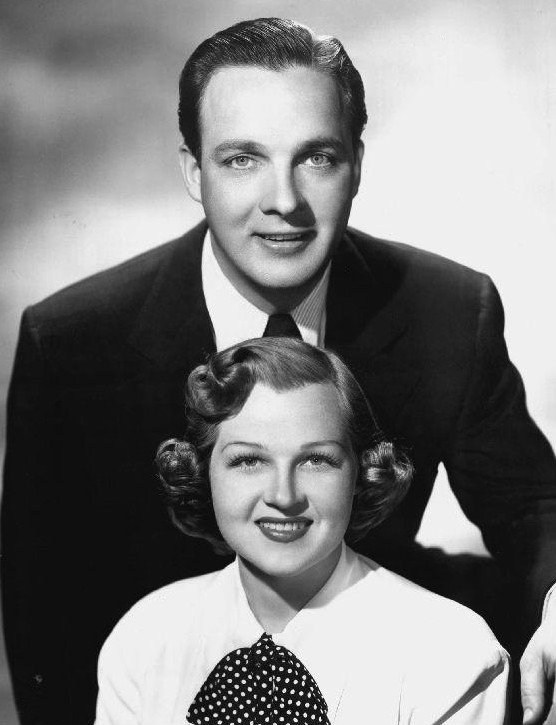
Jo Stafford mit Bob Crosby 1951. Fotografie von William P. Gottlieb

Peggy Lee wurde 1951/52 in den Medien als jazzfreie Popsängerin positioniert, schrieb Marc Myers (Jazzwax), so wie Jeri Southern, Jo Stafford und viele andere ungefähr zur gleichen Zeit. Der Grund für diesen Ansatz habe in der Entstehung von Columbias LP-Format gegenüber der von RCA propagierten 45er-Single gelegen, und der absoluten Macht und dem Geschmack von Mitch Miller bei Columbia/CBS und dem Mandat des kommerziellen nationalen Hörfunksenders, alle Märkte zu bedienen. „Infolgedessen haben wir hier nicht die freche Peggy Lee aus der 78er-Phase der Capitol-Ära oder die swingende Peggy Lee aus der späteren 12-Zoll-LP-Ära, sondern die „Candlelight“-Lee, die Songs direkt und in Zeitlupe sang. Sobald man aber in die Musik hineingefallen ist, versetzen einen die Songs und das Tempo in eine Zeit zurück, bevor das Fernsehen weit verbreitet war und der Rundfunk immer noch die Fantasie anregte.“
A.D. Amorosi schrieb in JazzTimes, in dem Album fehle weder etwas hinsichtlich des Gesangs noch der Melodien, in Lees überraschendem Spektrum charakterbasierter Studien oder ihrer Vielfalt rhythmischer Ansätze.
Brian Payne verlieh dem Album im Jazz Journal vier Sterne; er schrieb, Duke Ellington habe einmal gesagt, „Wenn ich der Herzog bin, Mann, ist Peggy Lee die Königin.“ Nach Ansicht des Autors könne man dem nur zustimmen.
Alle Peggy-Lee-Fans oder alle, die sich für erstklassigen Swing interessieren, schrieb Scott Yanow, werden diese sehr unterhaltsamen, wenn auch lange nicht erhältlichen Auftritte hören wollen.